# Medveczky Jenő

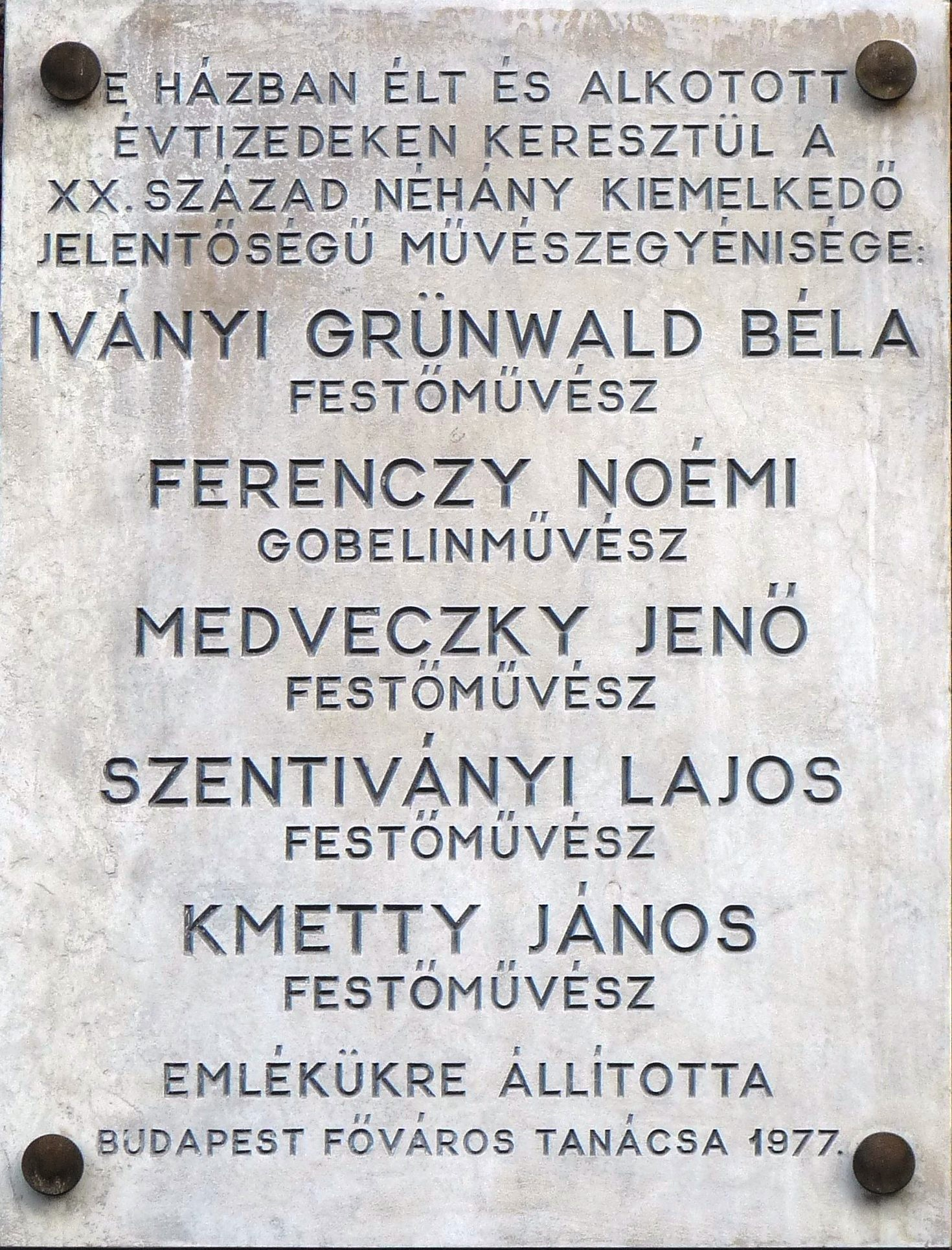
Emléktábla a Budapest V. kerület, Deák Ferenc u. 23. számú ház falán

Medveczei Medveczky Jenő (Savnik, 1902. július 30. – Budapest, 1969. április 27.) Munkácsy Mihály-díjas festő (1969), grafikus.

## Életrajza
Medveczky Jenő (Medveczky "Medve" Jenő) 1902. június 30-án született a Szepes megyei Savnikban.
A Képzőművészeti Főiskolán tanult, ahol tanára Vaszary János volt, majd ösztöndíjjal Párizsba ment tanulni, ahonnan 1929-1930 között ismét ösztöndíjasként Rómába ment tanulni. Egy nagyméretű pannóval részt vett az 1937-es párizsi világkiállításon is, emellett hazai és külföldi kiállításokon is részt vett, többek között háromszor állított ki a Velencei Biennálén is.
1946-1947 között Pécsen élt, itt rendezte meg első önálló tárlatát is.
1962-ben Budapesten, a Csók Galériában volt egyéni kiállítása, 1969-ben pedig a Magyar Nemzeti Galériában posztumusz tárlata, melyen bemutatták élete fő művét; a negyvenkilenc lapból álló Homérosz Iliászához

## Munkássága
Egyik jelentős képviselője volt a hazai új klasszicista festészetnek. Munkái minden jelentős hazai múzeumban és az USA-ban is megtalálhatók. Korai rajzain a monumentalitás párosult a középkori olasz táblaképek stílusjegyeivel. Művészete későbbi szakaszában az általa annyira kedvelt ágaskodó lovak különböző változatait festette, tűnődő nőalakok, csendéletek, nyugalmas tájak voltak témái; képei szigorúan konstruáltak, ugyanakkor bukolikus hangulatúak voltak.
Széles skálájú művészetére jellemzően többek között ő készítette a budapesti Műcsarnok peristiljét díszítő freskót, a Péterfy Sándor utcai Kórház freskósorozatát, a Fő utcai görögkeleti templom, a táti és homokkomáromi templom freskódíszítését is.
1973-ban rendezték  meg emlékkiállítását a Magyar Nemzeti Galériában, 1977-ben pedig rajzaiból nyílt itt kiállítás.
1928-ban levelező tagja lett a bécsi Künstlerbund Hagennek is. 
1930-ban pedig Szinyei-nagydíjat kapott.
1969. április 27-én Budapesten érte a halál.